# Вишеструки приступ са ослушкивањем носиоца уз откривање сукобљавања
Вишеструки приступ са ослушкивањем носиоца уз откривање сукобљавања (CSMA/CD, скр. од енгл. Carrier sense multiple access with collision detection) је појам из области рачунарских и телекомуникационих мрежа и означава протокол  преноса података са додатним механизмом који омогућава станици да открије да ли је дошло до сукобљавања пре него што заврши емитовање оквира. У случају да дође до сукобљавања, станица престаје са емитовањем, шаље карактеристичан рафални сигнал којим обавештава остале станице да је детектовала сукобљавање, а потом користећи алгоритам чека одређени период времена, па у случају да је канал слободан поново емитује поруку.
Временски интервал чекања: 0-2n где је n редни број детектоване колизије. Након 16 колизија се одустаје од слања.
Особине овог система су:
- Приступ већег броја корисника заједничком каналу (енгл. multiple access).
- Могућност ослушкивања канала (енгл. carrier sense).
- Механизам откривања (детекције) грешке, (енгл. Collision Detection)
- Алгоритам бинарног експоненцијалног одустајања.

Протокол CSMA/CD је увелико примењиван у локалним рачунарским мрежама и који представља основу етернета.